# Arbanitis longipes
Arbanitis longipes är en spindelart som först beskrevs av Ludwig Carl Christian Koch 1873.  Arbanitis longipes ingår i släktet Arbanitis och familjen Idiopidae.
Artens utbredningsområde är Queensland. Inga underarter finns listade i Catalogue of Life.